# 头孢维星
- 關於日本的年号，請見「久安」。
- 關於中華人民共和國貴州省的一個鄉，請見「久安乡」。

头孢维星（Cefovecin，INN），是第三代的头孢类抗菌药，用于治疗猫狗的皮肤感染，临床上使用钠盐。头孢维星由輝瑞旗下的碩騰公司（Zoetis）販售，商品名为Convenia、康卫宁（中國大陸）、久安（臺灣）。

## 批准及使用
头孢维星于2006年6月首次得到欧盟批准使用於犬、貓。2008年6月，美国批准使用於犬、貓。
14天一次的皮下注射為此抗生素的使用方式，適應症包括細菌引起之皮膚病（膿皮症）、泌尿道感染（UTI）或細菌性口炎，獸醫師可針對病情來調整使用的頻次，如七天一次。